# 洛诺尔德科斯
洛诺尔德科斯（法語：L'Honor-de-Cos，法語發音：[lɔnɔʁ də kɔs]）是法国奥克西塔尼大区塔恩-加龙省的一个市镇，位于该省中部偏北，属于蒙托邦区。

## 地理
洛诺尔德科斯（44°7'20"N, 1°20'56"E）面积32.07 平方千米，位于法国奧克西塔尼大區塔恩-加龙省，该省份为法国西南部内陆省份，北起顺时针与洛特省、阿韦龙省、塔恩省、上加龙省、热尔省和洛特-加龙省接壤。
与洛诺尔德科斯接壤的市镇（或旧市镇、城区）包括：蒙托邦、阿尔比亚斯、拉莫特-卡普德维尔、米拉贝尔、皮克科斯、皮科尔内。
洛诺尔德科斯的时区为UTC+01:00、UTC+02:00（夏令时）。

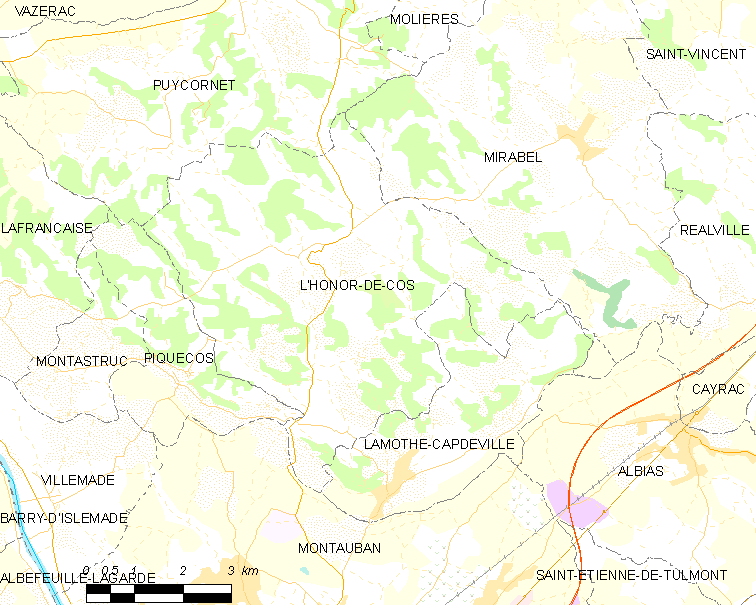
洛诺尔德科斯的OSM定位图

## 行政
洛诺尔德科斯的邮政编码为82130，INSEE市镇编码为82076。

## 政治
洛诺尔德科斯所属的省级选区为凯尔西-阿韦龙县。

## 人口

1962-2008年间洛诺尔德科斯人口变化图示

洛诺尔德科斯于2022年1月1日时的人口数量为1608人。